# Jam (Hip-Hop)
Mit Jam werden Hip-Hop-Partys bezeichnet, die sich darum bemühen, die sogenannten vier Elemente des Hip-Hop (Rap, DJ-ing, Graffiti, B-Boying) an einem Abend zu vereinen. Während die MCs ihre DJs mit Raps begleiten, finden an bestimmten Plätzen Breakdance-Einlagen statt. Bei besonders weiträumigen Veranstaltungen, die genügend Aktionsfläche bieten können, beteiligen sich auch Writer mit ihren Graffiti an der Abendgestaltung.
Jams hatten ihre Blütezeit in den 80er-Jahren, vor allem in den USA, aber auch in Europa. Seit den 90er-Jahren weichen sie immer mehr den Konzerten, bei denen hauptsächlich die Rapper im Vordergrund stehen.